# عبد الله بن خليل الرمثاوي
عبد الله بن خليل أو عبد الله بن خليل بن فرج بن سعيد الرمثاوي. عالم فقه مسلم، ولد في منطقة الرمثا والتي تقع اليوم شمال الأردن، وانتقل إلى دمشق وأخذ العلم عن العلماء فيها. عرف عنه ذاكرته القوية وأنه كان له حظ من تعلم اللغة العربية والفقه وعلم الحديث، كذلك عرف عنه رسوخه في علم الكلام. كان يحدد يومين من أيام الأسبوع لطلابه بزاويته بالعقيبية من أجل التدريس، وكان يتوافد عليه لأجل ذلك أعداد كبيرة. ومن تصانيفه في الفقه: «منار سبل الهدى وعقيدة أهل التقى» و«تحفة المتهجد وغنية المتعبد»، هذا الكتاب كان قد صنفه بمكة المكرمة، ومثله له كتاب «الذكر المطلق» الذي حدث به بمكة أيضا. توفي الشيخ بمدينة دمشق سنة 833 هـ الموافق لعام 1429 م.